# Teresa Jędrak
Teresa Jędrak-Lubieniecka (ur. 5 stycznia 1945 w Kielcach, zm. 22 czerwca 2010) – polska lekkoatletka, specjalistka biegów średnich.

## Kariera
Startowała w biegu na 400 i w biegu na 800 metrów. Reprezentowała Polskę na mistrzostwach Europy w 1966 w Budapeszcie, gdzie odpadła w eliminacjach biegu na 800 m.
Była wicemistrzynią Polski w biegu przełajowym na 1,2 km w 1967 (przegrała jedynie, o 0,1 sekundy, z Danutą Sobieską) oraz brązową medalistką na 400 m w 1966 i na 800 m w 1966 i 1967.
W latach 1965–1967 wystąpiła w dziesięciu meczach reprezentacji Polski w biegach na 400 m i na 800 m, odnosząc 1 zwycięstwo indywidualne.
Rekordy życiowe:
- bieg na 400 m – 56,7 (2 lipca 1966, Zielona Góra)
- bieg na 800 m – 2:07,4 (26 czerwca 1967, Poznań)[7][8]

Była zawodniczką Jagiellonii Białystok.